# I. Ottó brandenburgi őrgróf
I. Ottó, ném. Otto I. (?, 1128 – ?, 1184. július 8.) brandenburgi őrgróf 1170-től haláláig. Az Askani-ház uralkodója. Jelentős lépéseket tett a német- brandenburgi országépítésben, és támogatta a Lehnin in der Zauche városa béli apátság építését, mely később nagy befolyásra tett szert.

## Élete
I. Ottó Medve Albert idősebb fia. Két leánytestvére és hat fiútestvére volt.
Fivérei közül a legismertebbek:
- Brémai Siegfried, érsek
- III. Berhard szász herceg(wd).

Ottó születésének idejét manapság korábbra datálják, mint a hagyományosan vélt 1128. Ennek oka, hogy a hevellerek vezére, Pribiszláv-Henrik Ottó keresztapja volt, aki ajándékul adta az Askaniaknak Zauche vidékét, mely a történelmi források szerint 1123/1125 körül történhetett.
1148-ban Ottó feleségül vette IV. Boleszláv lengyel és III. Mieszkó fejedelem leánytestvérét, Juditot, azonban a frigy kötésének dátuma és helyszíne ismeretlen. A házasság a vendek ellen vezetett keresztes hadjárat részeként született döntés, melyet 1148. január 6-án hozott meg Ottó mellett I. Frigyes magdeburgi érsek, valamint a két említett lengyel fő. A házassággal a felek a Piaszt-házat is támogatni szándékozták német királyi címük megszerzésében, Konráddal szemben. 
Judit halála 1175-ös halála után Ottó feleségül vette a holland Adát (1176), III. Florenz seelandi gróf leányát. 
Mai ismereteink szerint Ottónak az első házasságából Piast Judittal, II. László özvegye,  két fia született, Ottó és Henrik, míg második házasságából született harmadik fia, Albert. 
Ottót fia Ottó követte II. Ottóként a brandenburgi őrgrófi székben. Henrik a gardelegeni vidékek grófi címét kapta. II. Albert fivérének, II. Ottónak halála után a brandenburgi őrgrófi címet örökölte.
Ottó 1184-ben halt meg. Földi maradvényait az általa alapított lehnini apátságban helyezték végső nyugalomra. 

## Uralkodása

### Apja oldalán
Apja, Albert oldalán Ottó már 1144 óta gyakorolt uralkodói feladatköröket. Az őrgrófi címet apja halálának évében örökölte 1170-ben, noha már korábban is őrgróf volt a hivatalos megszólítása. A "Brandenburg őrgrófja" címet az Askaniak 1157 után vezették be, a vidék teljes meghódítása után. A kormányzási döntéshozatalban Ottó többi fivére is rész vett, különös szerepet kapott a korban az Ottót követő fivér, Hermann. A közös döntéshozatal nyomait a korabeli dokumentumok is őrzik. Ottó csupán 14 évvel élte túl édesapját, Albertet, aki a kor viszonyaiban kiemelkedő 70 évet ért meg. 

### Egyeduralkodóként
Ottó 1177-ben megkapta a birodalmi főkamarási címet is.
A korabeli Brandenburg területe jóval kisebb volt a mai Brandenburg tartományénál, azonban további keleti terjeszkedést az Askani-ház csak az elkövetkező 150 évben sikerült megvalósítaniuk, melynek során elérték az Odera folyót. Ottó idejében azonban ez a terjeszkedési folyamat még váratott magára. Az uralkodó érdemei között sokkal inkább a terület társadalmi és gazdasági stabilizálása említhető. 
Ottó uralkodását azonban háborúk is kísérték. 1178 és 1180 között a pomerániai herceg Kasimir betört Brandenburg területére, azonban Ottó seregei győzedelmet arattak felette és megölték a herceget. Ottó ezzel a győzelmével a Neubrandenburg környéki uradalmakat is országához csatolhatta.
Ottó uralkodása alatt kezdődött meg az a folyamat, melynek során a német uralkodók Brandenburgot egyre inkább elismerték, illetve a keleti tartomány felhívta magára a figyelmet. 

## Lásd még
- Brandenburg történelme
- Poroszország és Brandenburg uralkodóinak listája

## Fordítás
- Ez a szócikk részben vagy egészben  az   Otto I. (Brandenburg) című német Wikipédia-szócikk ezen változatának fordításán alapul.  Az eredeti cikk szerkesztőit annak laptörténete sorolja fel. Ez a jelzés csupán a megfogalmazás eredetét és a szerzői jogokat jelzi, nem szolgál a cikkben szereplő információk forrásmegjelöléseként.

| Előző uralkodó: I. Albert | Brandenburg őrgrófja 1170 – 1184 | Következő uralkodó: II. Ottó |